# 白崎義彦
白崎 義彦（しらさき よしひこ、1965年8月29日 - ）は、NHKのシニアアナウンサー。

## 人物
北海道岩見沢市出身。北海道札幌南高等学校、明治大学政治経済学部卒業後、1988年4月入局。
大相撲、アイスホッケーやスピードスケートなどのウインタースポーツ、競馬をメインとするスポーツアナウンサーとして活動。2007年の東京優駿（日本ダービー）では、ウオッカ（鞍上四位洋文）が牝馬としては1943年のクリフジ以来、64年ぶりのダービー馬となったレースの実況を担当。2011年には7月場所で大関魁皇（現浅香山）が横綱千代の富士（現九重）に並ぶ1045勝目の一番をテレビ中継で実況した。

2014年3月場所で初めて千秋楽幕内テレビ実況を担当。この時に、大関鶴竜の初優勝を実況した。
同年11月場所初日では、日本相撲協会が企画した「和装day」ということで、放送席において和服姿で実況を行い、2016年11月場所初日でも和服で出演した。
2017年1月場所千秋楽で、初優勝を決めた大関稀勢の里の表彰式における土俵下インタビューを担当。
趣味・特技はボウリング・スキー。

## 現在の出演番組
- アナウンスグループ統括
- ほっとニュース道北・オホーツク（キャスター）
- 北海道道北のニュース・中継・リポート
- さわやか自然百景（ナレーション、北海道地方の内容の時担当）
- スポーツ中継（大相撲中継、バスケットボール、ウインタースポーツ、競馬中継、野球など）

※大相撲中継は、高松時代の末期、若手人材育成のため2009年5月場所終了以降、休業（本人は「休場」と表現）していた時期あり。2010年7月場所より現場復帰するも、2017年6月札幌転勤以降は本場所開催場所と離れていることもあり、再び休業（休場）している。
- 北海道まるごとラジオ（神田山陽のうんちく問答の回）

## 過去の出演番組
- 北海道中ひざくりげ　釧路根室エリア、道北エリア、道東エリア旅人
- イブニングネットワーク旭川（1991年 - 1995年）
- 音楽ちゃんこ鍋（1994年、道北地方ローカルのFM公開生放送特集番組）
- おっしょい!福岡 キャスター（2000年 - 2001年）
- いよかんワイド（2004年、当時メインキャスターで体調不良により降板した内藤啓史アナの事実上の後任）
- トリノオリンピック BShiキャスター（2006年）
- 北京オリンピック 中継深夜帯進行（2008年）
- 高松局放送部副部長（アナウンス統括）
- おはようかがわ
- ゆうどき香川ニュース610（編集責任者、キャスター代行）
- ガイナーズナイター
- 東日本大震災関連の安否情報（2011年）
- ニュースウオッチ9 ナレーション（2011年4月27日 - 29日他、和田源二アナの代理）
- ロクいち!福岡 大相撲コーナー担当（2015年5月 - 2017年5月 本場所開催中の平日、九州場所統括担当として福岡出身の琴奨菊・松鳳山・山口の毎日の取組を中継で解説）
- はっけんラジオ（2013年 - 2017年6月）
- おはようえひめ（平成30年7月豪雨で松山放送局に応援で派遣された）
- 北海道遺産（平成31年・ナレーション）
- マイあさ!、三宅民夫のマイあさ!（2019年8月19日 - 8月23日、吉松欣史の代理でスポーツキャスターとして出演）
- ひるのいこい（2019年8月19日 - 8月23日、吉松欣史の代理で出演）
- ニュース845福岡（令和2年7月豪雨で福岡放送局に応援で派遣された）
- 北海道のニュース（土曜遅番など）
  - ニュース北海道645
  - ほっとニュース845
- 列島ニュース
- 真打ち競演「北海道比布町」（2024年10月5日・19日） - 司会